# Margrit Beran Krewson
Margrit Beran Krewson, auch Margrit B. Krewson geborene Margrit Beran (* 31. März 1936 in Hamburg; †  6. November 2014 in Washington, D.C.) war eine US-amerikanische Bibliothekarin und Germanistin.  

## Leben
Margrit Beran studierte zunächst an der Universität Heidelberg Germanistik und anschließend an der George Washington University in Washington, D.C., wo sie den M.A. erwarb. 
Margrit Beran Krewson war dreißig Jahre lang an der Library of Congress in Washington tätig und 1980 bis zu ihrer Pensionierung 1998 als deutsch-niederländische Expertin in der europäischen Abteilung.  Sie hat zahlreiche bibliografische Publikationen erstellt und war daneben auch zu Vorträgen an wissenschaftlichen Institutionen und zu Lehrveranstaltungen an der Harvard University eingeladen. 
Nach ihrem Eintritt in den Ruhestand 1999 sorgte sie noch für die Anschaffung der Waldseemüller-Karte von 1507  durch die Library of Congress, sowie der Carta Marina von 1516. Beran Krewson hat zahlreiche Ausstellungen kuratiert, so 1996 die Schätze aus der Sächsischen Staatsbibliothek Dresden, zuletzt Bücherschätze aus der Deutschen Nationalbibliothek Leipzig im New Yorker Grolier Club.
Margrit Beran war verheiratet mit Charles Fleming Krewson III.

## Schriften (Auswahl)
- 300 Years of German Immigration to the United States. Washington : Libr. of Congress, 1983
- Berlin, 750 years : a selective bibliography. Washington : Libr. of Congress, 1986
- Von Steuben and the German contribution to the American revolution : a selective bibliography. Washington : Libr. of Congress, 1987
- Die Deutsche Sammlung der Kongressbibliothek : Aufbau und Entwicklung seit 1815. Washington : Libr. of Congress, 1988
- Exhibit catalogs of the German-speaking countries of Europe : 1958 - 1988 ; a selective bibliography. Washington : Libr. of Congress, 1990
- Immigrants from the Germanspeaking countries of Europe : a selective bibliography of reference works. Washington : Libr. of Congress, 1991
- Dresden : treasures from the Saxon State Library. Washington : Libr. of Congress, 1996
- The Netherlands and Northern Belgium, a selective bibliography of reference works. Washington : Libr. of Congress, 1989
- mit Hans-Albrecht Koch; Ute Baudissin-Zinzendorf: The Articulate traveler : Johann Georg Kohl, chronicler of the American continents. Washington : Libr. of Congress, 1993
- The German Forty-Eighters in America : results of a search of the holdings of the Library of Congress Computerized Catalog, September 1995.

## Ehrungen
- Großes Verdienstkreuz des Bundesverdienstkreuzes, 1996
- Österreichisches Ehrenkreuz für Wissenschaft und Kunst I. Klasse, 1997
- Orden von Oranien-Nassau, Ritter
- Kronenorden (Belgien), Ritter
- Distinguished German-American of the Year 2007